# The Times Literary Supplement
The Times Literary Supplement (ou TLS) é uma publicação semanal de crítica literária publicada em Londres pelo NI Group, subsidiária da News Corporation.

## História
O TLS apareceu pela primeira vez em 1902 como suplemento ao tradicional jornal britânico The Times, mas tornou-se uma publicação separada a partir de 1914. Muitos escritores conhecidos já contribuíram para suas páginas, como T. S. Eliot, Henry James e Virginia Woolf. As críticas costumavam ser anônimas até 1974, quando John Gross assume a editoria e imediatamente abole o anonimato, prática que este considerava ter se tornado indefensável.
A introdução dos nomes dos autores das críticas gerou controvérsias na época. Gross respondeu dizendo que "o anonimato era apropriado quando era a norma nas outras publicações, mas deixou de sê-lo", além de acreditar que os revisores deveriam se responsabilizar por suas opiniões.
Martin Amis foi membro da equipe editorial no começo de sua carreira. O poema Aubade, de Philip Larkin, seu último trabalho de poesia, foi lançado na edição de Natal do TLS em 1977. Enquanto que o suplemento literário é lembrado como um dos espaços mais preeminentes da área, sua história foi marcada por algumas omissões e gafes. As obras de James Joyce, por exemplo, nunca apareceram na publicação enquanto o autor esteve em vida,[carece de fontes?] assim como Lucian Freud foi avaliado negativamente de forma contínua de 1945 até 1978, quando seu retrato apareceu na capa.
O TLS mantém seu relacionamento com o The Times: sua versão on-line é hospedada no site do jornal britânico, bem como sua sede fica na Times House em Londres. Seu editor atual é Sig Abell, antigo editor do tablóide The Sun, sucessor de Peter Stothard, único a ter editado tanto o The Times como o TLS.